# 柳博伊萬尼夫卡
48°1′33″N 31°15′51″E / 48.02583°N 31.26417°E
柳博伊萬尼夫卡（羅馬化：Liuboivanivka）是位於烏克蘭南部的村莊，由尼古拉耶夫州五一城區的布拉霍達特內市鎮負責管轄。該村面積0.22平方公里，海拔高度110米，2001年人口410。